# 大塔 (伊利諾伊州)
大塔（英語：Grand Tower）是一個位於美國伊利諾伊州傑克遜縣的城市。

## 地理
大塔的座標為37°37′57″N 89°30′07″W / 37.63250°N 89.50194°W，而該地的平均海拔高度為110米（即361英尺）。

## 人口
根據2010年美國人口普查的數據，大塔的面積為3.24平方千米，當中陸地面積為3.23平方千米，而水域面積為0.01平方千米。當地共有人口605人，而人口密度為每平方千米186.73人。